# خارماهی

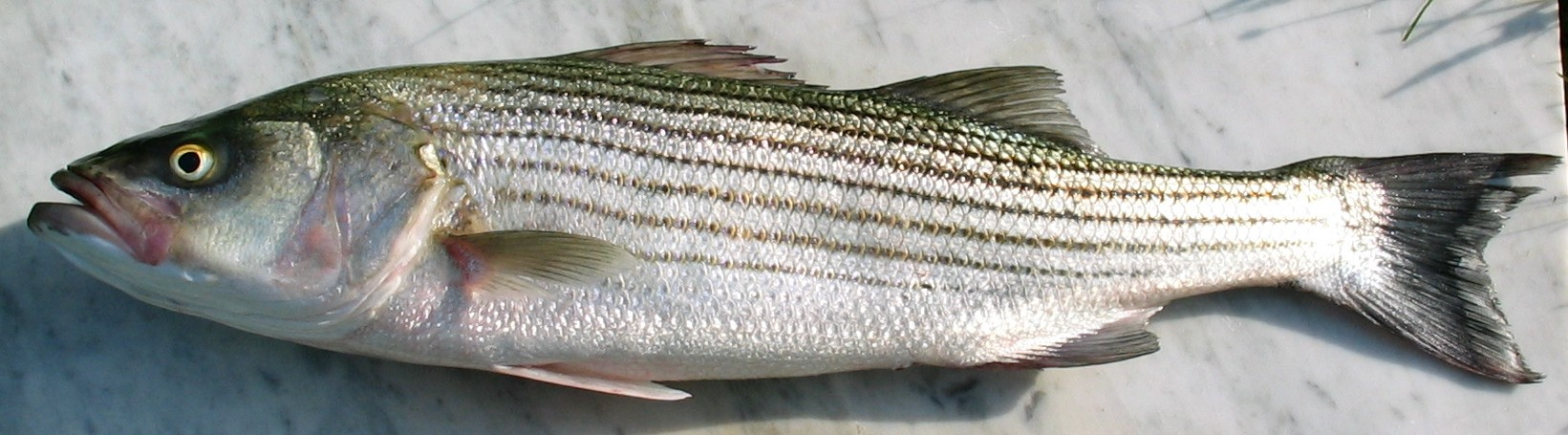
خارماهی راه‌راه (Morone saxatilis)

خارماهی نامی است که برای بسیاری از گونه‌های ماهی در راسته سوف‌ماهی‌سانان استفاده می‌شود. 
خارماهی‌ها هم از ماهیان آب شیرین و هم از ماهیان آب شور دریاها هستند.
به طور کلی سه گونه عمده از خارماهی‌ها وجود دارد:
- خارماهی‌های سیاه
- خارماهی‌های معتدله
- خارماهی‌های آسیایی